# Борутино (Ленінградська область)
Борутино (рос. Борутино) — присілок у Кіриському районі Ленінградської області Російської Федерації.
Населення становить 5 осіб. Належить до муніципального утворення Пчовжинське сільське поселення.

## Історія
Згідно із законом від 1 вересня 2004 року № 49-оз органом  місцевого самоврядування є Пчовжинське сільське поселення.

## Населення
| 1879 | 1885 | 1910 | 1928 | 1965 | 1997 | 2002 |
| ---- | ---- | ---- | ---- | ---- | ---- | ---- |
| 74   | ↗84  | ↗101 | ↗112 | ↘50  | ↘3   | ↗6   |
| 2007 | 2010 | 2017 |      |      |      |      |
| ↗10  | ↘8   | ↘5   |      |      |      |      |